# 黃應秀
黄应秀（？—？），字伯毓，號栢都，广东广州府南海縣人。

## 生平
万历四十六年（1618年）戊午科广东乡试举人，四十七年（1619年）己未科進士，户部觀政，初授户部浙江司主事，天啓元年德州管仓，二年升湖廣司员外郎、郎中，三年擢江西饒州府知府，崇祯元年補撫州府知府。三年官至江西粮储道副使，四年降調，即告致归隐。著有《九江草》。

## 家族
曾祖黄觀富。祖父黄弘亨，庠生。父黄思垣，以子应秀赠副使。